# Miconia hymenonervia
Miconia hymenonervia là một loài thực vật có hoa trong họ Mua. Loài này được (Raddi) Cogn. mô tả khoa học đầu tiên năm 1888.